# ガイウス・センプロニウス・ブラエスス
ガイウス・センプロニウス・ブラエスス（Gaius Sempronius Blaesus）は共和政ローマのプレブス（平民）出身の政治家・軍人。紀元前253年と紀元前244年に執政官（コンスル）を務めた。第一次ポエニ戦争では、陸戦、海戦双方の指揮を執った。

## 出自
センプロニウス氏族はパトリキ（貴族）系とプレブス系の双方があるが、ガイウス・センプロニウス・ブラエススはプレブス系である。プレブス系センプロニウス氏族は紀元前304年のプブリウス・センプロニウス・ソプス以降、多くの執政官を出している。カピトリヌスのファスティによれば、父のプラエノーメン（第一名、個人名）ティベリウス、祖父もティベリウスである。ブラエススはもともと彼自身のあだ名であったが、その子孫はコグノーメン（第三名、家族名）としてブラエススを名乗るようになった。
いくつかの資料では、ブラエススには二人の息子があったとされている。一人は紀元前211年の護民官と紀元前210年のレガトゥス（高級幕僚）を務めたガイウス・センプロニウス、もう一人は紀元前217年の会計官（クァエストル）を務めたティベリウス・センプロニウスである
。

## 経歴
ブラエススに関する最初の記録は、紀元前253年に執政官に就任した時点である。同僚執政官はパトリキのグナエウス・セルウィリウス・カエピオであった。この頃は第一次ポエニ戦争の最中であり、両執政官は共同して海軍の作戦の指揮を執ることとなった。シケリア（シチリア）西岸のリルバイウム（現在のマルサーラ）付近での作戦は成功しなかったが、両執政官は260隻からなる艦隊を率いてアフリカ沿岸を襲撃した。ポリュビオスは、彼らは「何度も上陸は行ったが、大きな戦果はあげられなかった」とするが、他方オロシウスによれば、「海岸沿い全体を荒廃させ、占領・略奪した都市から多くの戦利品を持ち帰った」とされている。艦隊は帰途中に嵐に遭遇し、積載物を全て投棄しなければならなかったが、この処置のおかげで、無事にパノルムス（現在のパレルモ）に帰還することができた。しかし、イタリア沿岸のティレニア海で再び嵐に遭遇し、合計で150隻が失われてしまった。オロシウスは、この海難の場所をルカニアのパルヌロ岬沖であるとしている。この損失のために、ローマはしばらくの間海戦を行うことができなくなった。とはいえブラエススは凱旋式を実施している。
紀元前244年に二度目の執政官に就任。今回の同僚執政官はパトリキのアウルス・マンリウス・トルクァトゥス・アッティクスであった。両執政官は共同して、シケリアのパノルムス付近で、カルタゴの将軍ハミルカル・バルカ（ハンニバルの父）に対する作戦を行った。この作戦に関する詳細は不明であるが、おおむね連日の小競り合いに終始し、決定的な会戦は発生しなかった。両軍共に消耗戦を戦うこととなったが、結果としてはローマにとって成功であったと考えられている。

## 参考資料

### 古代の資料
- オロシウス『異教徒に反駁する歴史』
- ポリュビオス『歴史』
- カピトリヌスのファスティ

### 研究書
- Rodionov E. Punic Wars. - St. Petersburg. : SPbGU, 2005. - 626 p. - ISBN 5-288-03650-0 .
- Broughton R. Magistrates of the Roman Republic. - New York, 1951. - Vol. I. - P. 600.
- Münzer F.  Sempronius // Paulys Realencyclopädie der classischen Altertumswissenschaft . - 1923. - Bd. II, 2.-S. 1359-1360.
- Münzer F.  Sempronius 28 // Paulys Realencyclopädie der classischen Altertumswissenschaft . - 1923. - Bd. II, 2.-S. 1368-1369.
- Münzer F.  Sempronius 29 // Paulys Realencyclopädie der classischen Altertumswissenschaft . - 1923. - Bd. II, 2.-S. 1369.
- Münzer F.  Sempronius 32 // Paulys Realencyclopädie der classischen Altertumswissenschaft . - 1923. - Bd. II, 2.-S. 1369.